# 31e cérémonie des British Academy Film Awards
Pour la cérémonie des BAFTAs récompensant la télévision, voir la 25e cérémonie des British Academy Television Awards.
La 31e cérémonie des British Academy Film Awards, organisée par la British Academy of Film and Television Arts, s'est déroulée en 1978 et a récompensé les films sortis en 1977.

## Palmarès

### Meilleur film
- Annie Hall
  - Un pont trop loin (A Bridge Too Far)
  - Network
  - Rocky

### Meilleur réalisateur
- Woody Allen pour Annie Hall
  - John G. Avildsen pour Rocky
  - Sidney Lumet pour Network
  - Richard Attenborough pour Un pont trop loin (A Bridge Too Far)

### Meilleur acteur
- Peter Finch pour le rôle d'Howard Beale dans Network
  - William Holden pour le rôle de Max Schumacher dans Network
  - Woody Allen pour le rôle d'Alvy Singer dans Annie Hall
  - Sylvester Stallone pour le rôle de Rocky Balboa dans Rocky

### Meilleure actrice
- Diane Keaton pour le rôle d'Annie Hall dans Annie Hall
  - Faye Dunaway pour le rôle de Diana Christensen dans Network
  - Shelley Duvall pour le rôle de Mildred Lammoreaux dans Trois femmes (3 Women)
  - Lily Tomlin pour le rôle de Margo Sperling dans Le chat connaît l'assassin (The Late Show)

### Meilleur acteur dans un second rôle
- Edward Fox pour le rôle de Brian Horrocks dans Un pont trop loin (A Bridge Too Far)
  - Colin Blakely pour le rôle de Frank Strang dans Equus
  - Robert Duvall pour le rôle de Frank Hackett dans Network
  - Zero Mostel pour le rôle d'Hecky Brown dans Le Prête-nom (The Front)

### Meilleure actrice dans un second rôle
- Jenny Agutter pour le rôle de Jill Mason dans Equus
  - Joan Plowright pour le rôle de Dora Strang dans Equus
  - Shelley Winters pour le rôle de Fay Lapinsky dans Next Stop, Greenwich Village
  - Geraldine Chaplin pour le rôle de Karen Hood dans Bienvenue à Los Angeles (Welcome to L.A.)

### Meilleur scénario
- Annie Hall – Woody Allen et Marshall Brickman
  - Un pont trop loin (A Bridge Too Far) – Peter Shaffer
  - Network – Paddy Chayefsky
  - Rocky – Sylvester Stallone

### Meilleure direction artistique
- Le Casanova de Fellini (Il Casanova di Federico Fellini) – Danilo Donati et Federico Fellini
  - Un pont trop loin (A Bridge Too Far) – Terence Marsh
  - L'Espion qui m'aimait (The Spy Who Loved Me) – Ken Adam
  - Valentino – Philip Harrison

### Meilleurs costumes
- Le Casanova de Fellini (Il Casanova di Federico Fellini) – Danilo Donati
  - New York, New York – Theadora Van Runkle
  - Valentino – Shirley Ann Russell
  - Joseph Andrews – Michael Annals, Patrick Wheatley

### Meilleurs maquillages et coiffures
- New York, New York
  - Joseph Andrews
  - Valentino

### Meilleure photographie
- Un pont trop loin (A Bridge Too Far) – Geoffrey Unsworth
  - Le Casanova de Fellini (Il Casanova di Federico Fellini) – Giuseppe Rotunno
  - Les Grands fonds (The Deep) – Christopher Challis
  - Valentino – Peter Suschitzky

### Meilleur montage
- Annie Hall – Ralph Rosenblum et Wendy Greene Bricmont
  - Un pont trop loin (A Bridge Too Far) – Antony Gibbs (en)
  - Network – Alan Heim
  - Rocky – Richard Halsey et Scott Conrad

### Meilleur son
- Un pont trop loin (A Bridge Too Far)
  - Network
  - New York, New York
  - Une étoile est née (A Star is Born)

### Meilleure musique de film
Anthony Asquith Award.
- Un pont trop loin (A Bridge Too Far) – John Addison
  - Une étoile est née (A Star Is Born) – Paul Williams, Barbra Streisand, Kenny Ascher, Rupert Holmes, Leon Russell, Kenny Loggins, Alan Bergman, Marilyn Bergman et Donna Weiss
  - Equus – Richard Rodney Bennett
  - L'Espion qui m'aimait (The Spy Who Loved Me) – Marvin Hamlisch

### Meilleur court-métrage
Meilleur court-métrage basé sur des faits
- The Living City – Peter de Normanville et Sarak Erulkar
  - The Shetland Experience – Derek Williams
  - Pipeline Alaska – John Armstrong
  - Reflections - Ireland – Paddy Carey

Meilleur court-métrage de fiction
- Bead Game (en) – Ishu Patel (en)
  - The Sand Castle – Co Hoedeman
  - The Chinese Word For Horse – Kate Canning

### Meilleur film spécialisé
- Path of the Paddle – Bill Mason
  - How the Motor Works: Pt II – The Carburettor – George Seager
  - Hazchem – Roy Pace

### Meilleur nouveau venu dans un rôle principal
- Isabelle Huppert pour le rôle de Béatrice dans La Dentellière
  - Saverio Marconi pour le rôle de Gavino dans Padre padrone
  - Jeannette Clift pour le rôle de Corrie ten Boom dans The Hiding Place
  - Olimpia Carlisi pour le rôle d'Adriana dans Le Milieu du monde

### Fellowship Award
Prix d'honneur de la BAFTA, récompense la réussite dans les différentes formes du cinéma.
- Fred Zinnemann

## Récompenses et nominations multiples

### Nominations multiples
Films
 9  : Un pont trop loin, Network
 6  : Annie Hall
 5  : Rocky
 4  : Equus, Valentino
 3  : Le Casanova de Fellini, New York, New York
 2  : L'Espion qui m'aimait, Joseph Andrews, Une étoile est née
Personnalités
 3  : Woody Allen
 2  : Sylvester Stallone

### Récompenses multiples
Légende : Nombre de récompenses/Nombre de nominations
Films
 5 / 6  : Annie Hall
 4 / 9  : Un pont trop loin
 2 / 3  : Le Casanova de Fellini
Personnalités
 2 / 3  : Woody Allen

### Les grands perdants
1 / 9  : Network
 0 / 5  : Rocky
 0 / 4  : Valentino